# Jan Spurk
Jan Spurk est un sociologue et philosophe allemand né en 1956 à Diefflen (aujourd'hui Dillingen), professeur à l'Université Paris Descartes (Faculté des SHS - Sorbonne). Il est l'un des principaux représentants de la théorie critique en France.

## Biographie
Jan Spurk a étudié la sociologie à Francfort-sur-le-Main. Après l'obtention de son diplôme en 1982, et une période en tant qu'assistant au lycée Sainte-Geneviève à Versailles, il a obtenu son doctorat à l'Université de Francfort, en 1985. De 1986 à 1987, il a travaillé à l'Institut d'économie sociale à Sarrebruck, de 1987 à 1991, il a été collaborateur scientifique à l'Institut des sciences économiques et sociales de l'Université de Münster à Münster. De 1991 à 1996, Spurk a travaillé en tant que collaborateur scientifique à l'Université d'Orléans (Faculté de droit, d'économie et de gestion). Son Habilitation allemande a été soutenue en 1999, à Francfort, et l'Habilitation française en 2000 à l'Université d'Evry-Val d'Essonne. De 1996 à 2003, il a été professeur à l'Université d'Évry-Val-d'Essonne (Université Paris Saclay).
Depuis 2003, Jan Spurk est professeur à l'Université Paris-Descartes (Faculté des Sciences Humaines et Sociales – Sorbonne), Paris. En 2005, il a accepté une chaire de professeur invité à l' Université catholique d'Eichstätt-Ingolstadt (de),. Jan Spurk vit à Paris, est marié et a une fille. Il est le beau-frère du psychologue Peter Winterhoff-Spurk (de).

## Travaux
Ses travaux de recherche, en règle générale menés dans une perspective internationale et comparative, ont toujours été guidés par le souci de contribuer au développement de la sociologie, d’une part par l’analyse de phénomènes sociaux empiriques et, d’autre part par l’élaboration d’une théorie critique de la société dans une perspective diachronique et synchronique.
Il n’a jamais considéré ses recherches comme un but en soi mais comme contributions au débat et à la « disputatio » qui font vivre la communauté scientifique ainsi qu’au développement de la société civile.
C’est pour cela que les résultats de ses recherches sont  systématiquement publiés, sous forme de livres et d’articles mais également par des interventions publiques, non seulement dans des congrès, des colloques et des journées d’études), mais également dans la société civile. L’orientation internationale de ses recherches se concrétise dans leurs thématiques et objets, dans l’organisation de la recherche surtout dans des réseaux et équipe internationaux mais également dans la pratique du.
Trois grandes étapes :
1.	1985- 1996 : 
Thématiques : analyses comparatives portant sur
- le mouvement ouvrier et le syndicalisme, les entreprises comme « lien social hétéronome et productif » ;
- l’État-nation et l’identité nationale ; les communautés dans le capitalisme contemporain
- les intellectuels et l’espace public ; spécialement sur Jean-Paul Sartre en tant qu’intellectuel français et sur la théorie sartrienne ;
- la (re)émergence du capitalisme dans les anciens pays de l’Est et la modernisation néolibérale en Europe de l’Ouest

2.	1997- 2010 : 
Thématiques : 
- conceptualisation des comparaisons internationales ;
- analyses du capitalisme contemporain et de l’individualisme contemporain en Europe;
- sociologie et critiques de la société;
- subjectivité

3. 2010 - 2015
Thématiques : 
- espace public ; dynamiques sociales, culturelles et politiques
- critiques publiques
- avenirs possibles

4. 2015 – 2019
Thématique : 
Analyse empirique de mouvements (sociaux), subjectivation et autonomie subjective, projets de société
5. depuis 2019
Thématique : Avenirs des subjectivités, des démocraties et des sociétés capitaliste
•	Expérience
•	Imaginaire
•	Progrès et régression 
Il collabore également à la revue Variations, où il rencontre d'autres chercheurs français spécialistes de l'École de Francfort tels que Miguel Abensour, Aldo Haesler ou Stéphane Haber, aux côtés de sociologues bourdieusiens tels que Frédéric Lebaron ou Bertrand Geay. Titulaire d'une Habilitation à diriger des recherches, il a dirigé et dirige encore de nombreuses thèses en sociologie critique portant sur des objets divers : la sexualité en prison, les lobbyings environnementaux, le cinéma allemand, les politiques sociales, le mouvement punk. Il a aussi le référent de plusieurs HDR.

## Nom de famille
En Allemagne, on trouve ce nom en vieux haut-allemand principalement à partir du Xe siècle, développé à partir de Spohra/Spurcha lié aux genévriers. Le nom de Jan Spurk proviendrait du cloître de l'ancienne abbaye des Prémontrés de Wadgassen située à quelques kilomètres du lieu de naissance de Jan Spurk,

## Publications (sélection)

### Ouvrages
1.	Soziologie der französischen Arbeiterbewegung, Berlin: Argument-Verlag 1986.
2.	Gemeinschaft und Modernisierung - Entwurf einer soziologischen Gedankenführung, Berlin: Verlag Walter de Gruyter 1990.
3.	Nationale Identität - zwischen gesundem Menschenverstand und Überwindung, Campus-Verlag, Frankfurt/New York 1997.
4.	Approche comparative des entreprises en France et en Allemagne. Le déclin de l'empire des aiguilles (sous la direction de Jan Spurk), L'Harmattan, Paris 1997.
5.	Des sociologues face à Pierre Naville ou l’archipel des savoirs (en collaboration avec S. Célérier et M. Burnier), L'Harmattan, Paris 1997.
6.	L’hétéronomie productive de l’entreprise. Critique de la sociologie de l’entreprise, L’Harmattan, Paris 1998 ;
http://classiques.uqac.ca/contemporains/Spurk_Jan/Spurk_Jan.html.
7.	Bastarde und Verräter. Jean-Paul Sartre und die französischen Intellektuellen, Syndikat-Verlag, Bodenheim 1998.
8.	Pour un nouveau débat sur l’entreprise, Éditions Syllepse/Presses universitaires de Laval, Paris 2000 ; http://classiques.uqac.ca/contemporains/Spurk_Jan/Spurk_Jan.html.
9.	Critique de la raison sociale. La sociologie de l’École de Francfort, Presses universitaires de Laval/Syllepse, Québec/Paris 2001 ; traduction turque : Toplumsal Aklın Eleştirisi "Frankfurt Okulu ve Toplum Teorisi", Versus, Istanbul 2008 ; http://classiques.uqac.ca/contemporains/Spurk_Jan/Spurk_Jan.html.
10.	 Comparaisons internationales (avec M. Lallement Eds.), Éditions du CNRS, 2003 ; en ligne books.openedition.org, 2017
11.	Le travail dans la pensée occidentale (avec Daniel Mercure, Eds.), Presses Universitaires de Laval, Québec 2003 ; trad. portugaise : O Trabalho na Historia do Pensamento Ocidental, Editora Vozes, Petropolis, Brésil, 2005.
12.	Europäische Soziologie als kritische Theorie der Gesellschaft, Verlag für Sozialwissenschaften, Wiesbaden 2006.
13.	Pour une théorie critique. 13 interventions, Parangon, Lyon, 2006 ; trad. italienne : Per la Teoria critica della società, Rubbettino, Rome 2008; http://classiques.uqac.ca/contemporains/Spurk_Jan/Spurk_Jan.html.
14.	Quel avenir pour la sociologie ? Quête de sens et compréhension du monde social, PUF, Paris 2006 ; trad. Italienne : Futuri Possibili, https://hal-descartes.archives-ouvertes.fr/hal-01663165; http://classiques.uqac.ca/contemporains/Spurk_Jan/Spurk_Jan.html
15.	Désir de penser – peur de penser (Ed. avec Claudine Haroche et Eugène Enriquez), Parangon, Lyon 2006.
16.	Du caractère social, Parangon, Lyon, 2007 ; http://classiques.uqac.ca/contemporains/Spurk_Jan/Spurk_Jan.html.
17.	Malaise dans la société. Soumission et résistance, Parangon, Lyon, 2010 ; http://classiques.uqac.ca/contemporains/Spurk_Jan/Spurk_Jan.html.
18.	Avenirs possibles. Du bâtiment de la société, de sa façade et de ses habitants, Parangon, Lyon, 2012 ; http://classiques.uqac.ca/contemporains/Spurk_Jan/Spurk_Jan.html.
19.	La société et son analyse. Conversations sur l’individualisme, (en collaboration avec Danilo Martucelli), Presses universitaires de Laval, Québec, 2014 ; http://classiques.uqac.ca/contemporains/Spurk_Jan/Spurk_Jan.html.
20.	Et si les grenouilles redemandaient un roi ?; Mimesis Edizioni, Milan, 2014 ; trad.italienne : E se le rane richiedessero un re, Mimesis Edizioni, Milan, 2015; http://classiques.uqac.ca/contemporains/Spurk_Jan/Spurk_Jan.html.
21.	Espace public et reconstruction du politique (dir. Avec Pierre-Antoine Chardel et Brigitte Frelat-Kahn), Presses des Mines, Paris, 2015.
22.	Contre l’industrie culturelle. Les enjeux de la libération, Le Bord de l’Eau, Lormont, 2016 ; http://classiques.uqac.ca/contemporains/Spurk_Jan/Spurk_Jan.html.
23.	Au-delà de la crise ?, Éditions du Croquant, Vulaines-sur-Seine, 2016 ; http://classiques.uqac.ca/contemporains/Spurk_Jan/Spurk_Jan.html.
24.	Les limites de l’indignation ou la révolution commence-t-elle à Bure ?, Éditions du Croquant, Vulaines-sur-Seine, 2017 ; http://classiques.uqac.ca/contemporains/Spurk_Jan/Spurk_Jan.html.
25.	Sociologie dans la cité. Comprendre, expliquer, critiquer, Éditions du Croquant, Vulaines-sur-Seine, 2018 ; http://classiques.uqac.ca/contemporains/Spurk_Jan/Spurk_Jan.html.
26.	On Migrants Routes in the Mediterranean: Political and Juridical Strategies, (avec Giovanna Truda,Eds), http://www.mediterraneanknowledge.org/publications/index.php/bookseries/issue/view/19, 2018.
27.	C.Wright Mills, Critiques sociologiques, (avec Tibbi Dubois et Gilbert Klajman, Eds.), Éditions du Croquant, Vulaines-sur-Seine, 2019.
28.	Les théories du travail. Les classiques (avec Daniel Mercure, Eds.), Presses universitaires de Laval/Éditions Hermann, Québec/Paris 2019.
29.	Critique et émancipation. Sur les traces d’Adorno, Éditions du Croquant, Vulaines-sur-Seine, 2020 ; http://classiques.uqac.ca/contemporains/Spurk_Jan/Spurk_Jan.html
30.	La fin de la démocratie ?, Éditions du Croquant, Vulaines-sur-Seine, 2022.
31.	Le désir d’autorité, Éditions du Croquant, Vulaines-sur-Seine, 2024.

### Articles (exclusivement dans des revues à comité de lecture)
1.	„Neu-Kaledonien, ein zweites Algerien?“, Vorgänge 78 (1985), pp. 13-16. (La Nouvelle-Calédonie, une autre Algérie ?)
2.	„Strammer Modernismus: die Strategiedebatte der CFDT“, express 11/1985, pp. 18-19. (Le modernisme dur : le débat sur la stratégie de la CFDT)
3.	„Moderne Zeiten im Sozialismus. Flexibilisierung der Arbeitszeit in Frankreich“, express 1/1986, p. 13. (Les temps modernes du socialisme. La flexibilisation du temps de travail en France)
4.	„Im Westen was Neues? Die Wahlen in Frankreich“, Vorgänge 81 (1986), pp. 1-3. (A l'Ouest, du nouveau ? Les élections en France)
5.	„Lebenszeit ist Arbeitszeit“ (Critique), Travail 11 (1986), pp.24-25.
6.	„Zum Tod von Simone de Beauvoir“, links 195 (1986), p. 35. (La mort de Simone de Beauvoir)
7.	„Alle Räder stehen still...“, express 2/1987, pp. 11-12. (Rien ne va plus)
8.	„Eisenbahnerstreik in Frankreich“, links 203 (1987), pp. 6-7. (La grève des cheminots en France)
9.	„Neue Forschungen zur Konstitution von Klassen - am Beispiel Frankreichs“, Das Argument 164 (1987), pp. 536-551. (Les nouvelles recherches sur la constitution de classes à l'exemple de la France)
10.	„Die Modernisierung der Betriebe als Vergemeinschaftung. Überlegungen zu einer soziologischen Analyse am Beispiel der französischen Betriebsdebatte“, Soziale Welt 3/1988, pp. 260-278. (La modernisation des entreprises comme communalisation. Réflexion sur une analyse sociologique à l'exemple du débat français sur l'entreprise)
11.	„Fordismus und Gemeinschaft in der Bundesrepublik“, Prokla 73, 1988, pp. 57-75. (Fordisme et communauté en R.F.A.)
12.	„Vom Klassenkampf zur Vergemeinschaftung? Die CFDT und die Modernisierung der Betriebe - Skizze eines gewerkschaftlichen Lernprozesses“, WSI-Mitteilungen 9/1988, pp. 550-555. (De la lutte des classes à la communalisation ? La CFDT et la modernisation des entreprises - Esquisse d'un processus d'apprentissage syndical)
13.	„Betriebsmodernisierung als Konstitution sozialer Größe. Eine Fallstudie über die Faïencerie de Quimper“, Zeitschrift für Soziologie 5/1990, pp. 385-396. (La modernisation des entreprises comme constitution de la grandeur sociale. Une étude de cas sur la Faïencerie de Quimper) 
14.	„Faschistische Gemeinschaftstheorien“ (Théories fascistes de la communauté), Friedensphilosophische Blätter 6/1991, p. 44-64.
15.	« L'entreprise, la culture et la "jeune sociologie d'entreprise allemande" », contribution aux Journées d'Etudes 'Comparaisons Internationales', Paris 16-17.11.1989, Cahiers du CRESEP (Orléans) 1993.
16.	« Sociologie du Travail ou sociologie de l'entreprise? Une approche comparative franco-allemande », Cahiers du CRESEP (Orléans) 1994.
17.	„Gaukler oder Intellektuelle oder: wer erklärt die Welt?“ (Saltimbanques ou intellectuels ou : qui explique le monde ?), Neue Gesellschaft/Frankfurter Hefte, Bonn-Bad Godesberg, 1/1993, p. 61-69.
18.	« La sociologie du travail et de l'entreprise - Une approche comparative », Cahiers du CRESEP (Orléans) 1993.
19.	« Critique du livre Rivalität de Konrad Thomas », Soziologische Revue, 2/1992.
20.	« Critique du livre Die soziale Welt kleiner Betriebe“, Kölner Zeitschrift für Soziologie und Sozialpsychologie, 1/1992, p. 177-179.
21.	„Intellektuelle in Frankreich. Über das angebliche Ende der legitimen Interpreten der französischen Gesellschaft“, (Les intellectuels en France. Sur la prétendue fin des interprètes légitimes de la société française), Cahiers du CRESEP (Orléans) 1993.
22.	„Eines langen Trauerspiels letzter Akt?“ (Le dernier acte d'un long drame ?), express 10/1992, p. 14.
23.	« Sartre : le dernier intellectuel ? », Cahiers du CRESEP (Orléans) 1993.
24.	« La fin d'une culture et de ses producteurs : signe d'anomie ou point de départ d'une nouvelle culture? ». UTINAM 6/7, avril-juillet 1993, pp. 151-172.
25.	« Sociologie du travail allemande: état, tendances, perspectives », Cahiers du CRESEP (Orléans) 1994.
26.	« L'entreprise, la culture et la 'jeune' sociologie de l'entreprise allemande », Cahiers du CRESEP (Orléans) 1994.
27.	« La fin d'une culture et de ses producteurs : signe d'anomie ou point de départ d'une nouvelle culture ? », Cahiers du CRESEP (Orléans) 1994.
28.	« Pour une sociologie de l'Allemagne de l'est », UTINAM 14/15 (1995), pp. 33-41.
29.	« Comment saisir l'identité nationale? Une approche empirique du franco-allemand », Cahiers du CRESEP 1995.
30.	« Nation et culture nationale - Un héritage à dépasser ? », lendemains 78/79 (1995), pp. 207-219.
31.	« Critique du livre Politiques économiques et sociales en Europe », Revue Suisse de Sociologie, Vol. 20/1994, pp. 274-276.
32.	« Organiser le destin. La gestion de la main-d'oeuvre dans le processus de constitution des entreprises en ex- RDA », Sciences et Sociétés, n° 36/1995, pp. 71-93. Repris dans Claude Durand, Svetla Koleva, Jan-Louis Le Goff, Jan Spurk, Implantations occidentales dans les entreprises d'Europe de l'est, Les cahiers d'Evry, Evry 1996, pp. 49-72.
33.	Rupture-Continuité-Émergence - Pour une sociologie critique et inachevée, (168 pages), Cahiers du CRESEP, 1995
34.	« Organiser le destin. La gestion de la main-d'oeuvre dans le processus de constitution des entreprises en ex- RDA », Sciences et Sociétés, n°36/1995, pp. 71-93.
35.	« La sociologie allemande et le fascisme ou l’histoire sanglante de la raison analytique », in Cahiers internationaux de sociologie, Vol. CVII, 1999, pp. 289-312.
36.	« Penser le dépassement. Sartre-Bourdieu aller-retour », in variations 1/2001, pp. 19 – 52.
37.	« Les esprits du capitalisme. L'actualité d'une argumentation classique », in variations 3/2002, pp. 51-72.
38.	Continuities, Ruptures, Outcomes – On the Temporal Dynamic of Social Formation, in Time & Society 13/1, 2004, pp.41-51.
39.	Critique, théories critiques, critiques sociales, in Sciences de l’Homme et sociétés, n° 71, octobre 2004, pp. 55-75.
40.	La sociologie américaine : l’autre de la sociologie en Europe?, in : EKKE/AISLF, Altérité et société, CD, Athènes 2005.
41.	La mondialisation comme héritière des Lumières. Sur une dialectique de la raison (avec J.Ph. Bouilloud), Changement Social 2/2005.
42.	Théories critiques abîmées, in: Variations, automne 2005, pp. 31-47.trad. italienne :Del futuro delle teorie critiche, http://latradizionelibertaria.over-blog.it/article-marxismo-critico-jan-spurk-del-futuro-delle-teorie-critiche-sur-l-avenir-des-theories-critiques-da-v-35455674.html
43.	Quel avenir pour la sociologie ? (entretien), in : Lapsus, yirmi birinci yüzyilda sossyal ve beseri bilimler, 2008/III, pp. 151-156.
44.	Le noyau dur de la théorie de Marx : du fétichisme et de ses conséquences, in : Revue du MAUSS n° 43, 2009, pp. 168-180
45.	Les employés : l’ébauche d’une critique de l’industrie culturelle, in : Sociétés, n° 110, 2010/4, pp. 21-28.
46.	Le caractère social : le chaînon manquant entre marxisme et psychanalyse ?, in : Revue du MAUSS n°38, 2011.
47.	Toplum elestirisi olarak banliyölerin analizi, in : Nisan n°26, 2011, pp. 31-39.
48.	« L’inégalité : le scandale de la normalité ? », SociologieS [En ligne], Débats , Penser les inégalités, mis en ligne le 18 octobre 2011. URL : http://sociologies.revues.org/index3653.html
49.	« Une éthique de l'adaptation ? », SociologieS [En ligne] , Grands résumés, La société des identités, mis en ligne le 18 octobre 2011. URL : http://sociologies.revues.org/index3741.html
50.	Divenire europeo, divenire europei : cambimenti sociali e ricerche d’identità in Europa, Quaderni di Sociologia, Volume LV, n° 55, 1/2011, pp. 131-138.
51.	Contre la résignation et la mauvaise foi  – pour les sciences sociales publiques" SociologieS., mis en ligne 28 janvier 2012 http://sociologies.revues.org/3771
52.	Le consentement fatal : pouvoir et domination aujourd’hui. Réflexions à l’exemple des entreprises en Europe, in : Jean Ruffier, Nouveaux rapports de pouvoir et formes actuelles de la domination, SociologieS  février 2013 http://sociologies.revues.org/3771. 
53.	Le combat quotidien contre la liberté : de la culture de masse et de l’industrie culturelle, in : illusio n°12/13, 2014, pp. 139-156.
54.	Les associations de sociologie entre les machines à congrès et la tour d’ivoire, in : Sociologie Pratique, n° spécial 2014, pp. 113-117.
55.	Avenirs possibles, SociologieS  février 2014 http://sociologies.revues.org.
56.	Les associations de sociologie entre machine à congrès et « tour d'ivoire »,Sociologies pratiques, 2014/Supplément HS 1, p. 113-117. DOI : 10.3917/sopr.hs01.0113.
57.	Bildung ou benchmarking. Dynamiques des universités en Europe, in Revue Internationale Civitas educationis. Education, Politics and Culture, n° 2/2013, Liguori Editore, Napoli, 2014, pp. 35-56.
58.	Sociologie critique ou l’anti-hégémonie revendiquée, in : Problèmes Sociologiques/Sociologitcheski problemi, Sofia (Bulgarie), 2015, pp. 134-143..
59.	 Sociologues : que faire dans la cité, que faire de la cité ?, in : Sociologues dans la Cité, https://sdc.hypotheses.org/numero1, 2015.
60.	La gouvernance ou le règne de la raison instrumentale, in : L’homme et la Société, n° 199, 2016, pp. 21-46 ; http://classiques.uqac.ca/contemporains/Spurk_Jan/Spurk_Jan.html. 
61.	Mouvements de masse, espaces publics et contre-espaces publics, in : Les Cahiers d’EMAM, n° 28/2016, pp. 21-34.
62.	Il terrorismo, i media e il loro publico / Le terrorisme, les médias et leur public, in : Sicurezza e Scienze Sociali, 2/2019, pp. 179-185; http://classiques.uqac.ca/contemporains/Spurk_Jan/Spurk_Jan.html.
63.	The World Before and After the Corona Crisis, in: Gobal-e, june 9, 2020, vol.13, issue 36, https://www.21global.ucsb.edu/global-e/june-2020/world-and-after-corona-crisis 
64.	Territoire du nucléaire (avec E. Garzia), in International Social Sciences and Management Journal, n°5/2021, pp. 21-35.
65.	La France penche-t-elle vers plus d’autoritarisme ?, in The Conversation, 17/7/2022, https://theconversation.com/la-france-penche-t-elle-vers-plus-dautoritarisme-184569 
66.	Identités nationales dans un monde globalisé : quelques notions fondamentales, in Noêma, revue internationale d'études françaises : langue, littérature, culture, 2/2022, pp. 9-13.
67.	À la recherche des classes moyennes : une chasse aux fantômes ?, in The Conversation, 22/9/2022, https://theconversation.com/a-la-recherche-des-classes-moyennes-une-chasse-aux-fantomes-187717
68.	Ist die Revolution eine Dreisatzrechnung ?, Seume Journal, Januar 2023, https://www.seume-verlag.de/journal/ist-die-revolution-eine-dreisatzrechnung 
69.	Vivons-nous vraiment une crise de l’autorité ?, in The Conversation, 23/5/2024, https://theconversation.com/vivons-nous-vraiment-une-crise-de-lautorite-229954

### Participations à des ouvrages collectifs
1.	„Arbeiter, Katholiken, Saarländer. Zur Soziologie des Gewerkschaftspluralismus im Saarrevier“ (Ouvriers, catholiques, Sarrois. De la sociologie du pluralisme syndical en Sarre), in : Heiner Ludwig/Wolfgang Schroeder (Eds.): Interessenvertretung in göttlicher Ordnung? Katholische Gewerkschaftspolitik nach 1945 zwischen Politik und Seelsorge, Hans-Böckler-Stiftung, Graue Reihe Bd. 61, Düsseldorf 1993, p. 154-199.
2.	« La constitution du lien social. Communauté, société et formes de solidarité », in : Jacques Coenen-Huther/Monique Hirschorn (Eds.), Emile Durkheim et/und Max Weber, L'Harmattan, Paris 1994, p. 73-86.
3.	« Les intellectuels et l'Europe », in : AISLF (Ed.), Les nouveaux mondes et l'Europe, volume 1, p. 77-85, Lyon 1993.
4.	« L'entreprise dans la transformation de l'ex-RDA - Une approche sociologique », in: Université du Mans (Ed.), L'Allemagne et Europe, Edition de l'Université du Maine, Le Mans 1995, pp. 255-268.
5.	« La sociologie et ses métiers. Le développement de la sociologie extra-universitaire en Allemagne », in: M. Legrand, J.F. Guillaume, D. Vrancken (Eds.), La sociologie et ses métiers ? L’Harmattan, Paris 1995, pp. 65-73.
6.	„Kontinuität, Bruch und Zukunft. Überlegungen zu einer Soziologie der Unabgeschlossenheit“ in : Dieter Bögenhold et alii (Editeurs), Soziologie als Beruf und Programm; Festschrift für Heinz Hartmann, Schwartz-Verlag, Göttingen 1995, pp. 305-329.
7.	« La restructuration des entreprises et la gestion de la main-d’œuvre en Allemagne de l'Est », AISLF (Ed.) Entreprises et sociétés - Enracinement, mutations et mondialisation, Montréal 1997.
8.	« Les polémiques Naville - Sartre ou une vertu intellectuelle : la dispute », in M. Burnier/S. Célérier/J. Spurk (Editeurs), Des sociologues face à Pierre Naville ou l’archipel des savoirs, L’Harmattan Paris 1997, pp. 33-56.
9.	« La sociologie de l'entreprise comparative ? Une mise en perspective est-ouest », in J.Spurk (Ed.), Approche comparative des entreprises en France et en Allemagne. Le déclin de l'empire des aiguilles, L'Harmattan, Paris 1997, pp. 61-72.
10.	« Le destin des entreprises de la confection ? Étude comparative franco-allemande à l'exemple des districts de Lößnitz (Saxe) et d'Argenton-sur-Creuse », in J. Spurk (sous la direction de.), Approche comparative des entreprises en France et en Allemagne. Le déclin de l'empire des aiguilles, L'Harmattan, Paris, 1997, pp. 173-197.
11.	« Valeo : une implantation extranationale », in C.Durand (Ed.), Management et rationalisation. Les multinationales occidentales en Europe de l’Est, De Boeck, Bruxelles, 1997, pp.177-187.
12.	« La transition : l’État, la nation et les entreprises », in C.Durand (Hrsg.), Management et rationalisation. Les multinationales occidentales en Europe de l’Est, De Boeck, Bruxelles 1997, pp. 33-46.
13.	« La nation comme communauté de destin : altérité et avenir », in Ch. Constantopoulou (Ed.), Identité culturelle, coexistence culturelle, L’Harmattan, Paris 1999.
14.	« Travail et hétéronomie », in G.Bollier/C.Durand (coord.), La nouvelle division du travail, Les Éditions de l’Atelier, Paris 1999, pp. 93-106.
15.	« Une approche théorique de la transition. L’exemple de la réunification allemande », in S. Bardèche (Ed.), Transition et re-construction des sociétés, IRESCO, 2001, pp. 13 – 20.
16.	« La comparaison internationale comme méthode. Une perspective européenne », in : M. Lallemant/J.Spurk (Eds.), Comparaisons internationales, Éditions du CNRS, 2003.
17.	« La théorie du travail de Karl Marx », in D.Mercure/J.Spurk (Eds.), Le travail dans la pensée occidentale, Presses Universitaires de Laval, 2003, pp. 201-226.
18.	« Postures et figures de l’engagement intellectuel », in S. Bardèche (Ed.), Hommages à Renaud Sainsaulieu, Paris, 2004.
19.	Des classes sociales à l’individualisme hétéronome et les défis pour une sociologie critique, in : Jean-Noël Chopart et Claude Martin (eds), Que reste-t-il des classes sociales ?, Éditions ENSP, Rennes 2004, pp. 167-186.
20.	“Freedom and liberation as a challenge for the European Sociology”, in Theodor Ikonomou (Ed.), Sociology: A Lesson of Freedom, (CD) 2005.
21.	La peur de penser et la marchandisation du désir de penser, in : Claudine Haroche, Eugène Enriquez, Jan Spurk (Eds.), Désir de penser – peur de penser, Parangon, Lyon, 2006.
22.	Von den Sozialwissenschaften in Europa zu europäischen Sozialwissenschaften?, in: Jürgen Schriewer (Hg.), Weltkultur und kulturelle Bedeutungswelten. Zur Globalisierung von Bildungsdiskursen, Campus-Verlag, Francfort sur le Main/New York, 2007, pp. 349-364.
23.	Kritische Theorie und Universitätsreform in Frankreich. Anmerkungen zur Lage und zum vorsichtigen Umgang mit linken Allgemeinplätzen, in: Oliver Brüchert/Alexander Wagner (Hrsg.), Kritische Wissenschaft, Emanzipation und die Entwicklung der Hochschulen, BdWi-Verlag, Marburg 2007, pp. 95-114.
24.	Individu et sociologie postnationale, in : Monique Hirschhorn (sous la dir. de), L’individu social. Autre réalités, autre sociologie ?, Presses universitaires Laval, Québec 2007, pp. 125-140.
25.	Retour sur l’engagement d’antan, in : Dan Ferrand-Bechmann (dir.), L’engagement bénévole des étudiants. Pouvoir et agir, L’Harmattan, Paris 2007, pp. 136-142.
26.	L’université, quelle idée !, préface de Karl Jaspers, De l’université, Parangon, Lyon, 2008, pp. 5-11.
27.	De la stabilité sociale. La dynamique sociale et identitaire dans l’individualisme sériel, in : I.Melliti/D. Mahfoud-Draoui, R. Ben Amor, S. Ben Fredj (coord.), Jeunes. Dynamiques identitaires et frontières culturelles, UNICEF, Tunis, 2008, pp. 35-47.
28.	Les comparaisons internationales comme méthode sociologique, in Pierre Legrand (sous la dir. de), Comparer les droits, résolument, PUF, Paris 2009.
29.	Solidarités dans la société fragmentée. Perspectives Sciences européennes - sociologie européenne  européennes, in : Marina d’Amato, Vecchie e nuove solidarità/Anciennes et nouvelles solidarités, L’Harmattan Italia, Torino/Paris 2009, pp. 74-86.
30.	Vers une sociologie européenne?, in Bénédicte Zimmermann (dir.), Les sciences sociales à l’épreuve de l’action. Le savant, le politique et l’Europe, Editions de la Maison des Sciences de l’homme, Paris 2004, pp. 41-54.
31.	De la reconnaissance à l’insignifiance, in N.Aubert/C.Haroche (Eds.), Les tyrannies de la visibilité, erès, 2011, pp. 323-333.
32.	Crisis? What crisis, in: Carlo Mongardini, Crisi o decadenza della cultura occidentale?, Bulzoni Editore, Rome, 2011, pp. 21-33.
33.	Rationaliser la barbarie?(Μπορεύ να εκλογικευτεύ η βαρβαρότητα ?), in : Christiana Constantopoulou (Ed.), Culture et Barbarie, Communication et Société Contemporaine (Πολιτιςμϐσ και Βαρβαρϐτητα, Επικοινωνύα και ?, ϑγχρονη Κοινωνύα), actes du colloque, CD  (ISBN 978-960-7943-08-8) ,Athènes 2011, pp. 250-254.
34.	Malaise in society?, in : M. Lianos (Ed.), Dangerous Others, Insecure Societies Fear and Social Division, Ashgate, London, 2013, pp. 87-100.
35.	European Construction and Sociology, in : Sokratis Koniordos & Alexandros-Andreas Kyrtsis (eds.), The Handbook of European Sociology, Routledge, London/New York, 2014, pp. 116-126.
36.	Préface à Annamaria Rufino, l’humanisme à venir, Mimesis Edizioni, Milan, 2014 ; traduction anglaise : Mimesis Edizioni, Milan, 2019.
37.	Contestations, soulèvement et les sciences sociales, in Youssef Sadik (sous la direction de), La révolution improbable, Rabat, 2015, pp. 11-14 ; http://classiques.uqac.ca/contemporains/Spurk_Jan/Spurk_Jan.html.
38.	De la contestation, in Youssef Sadik (sous la direction de), La révolution improbable, Rabat, 2015, pp. 45-56 ; http://classiques.uqac.ca/contemporains/Spurk_Jan/Spurk_Jan.html.
39.	L’espace public : un lieu commun ?, in Pierre-Antoine Chardel, Brigitte Frelat-Kahn, Jan Spurk, dir. : Espace public et reconstruction du politique, Presses des Mines, Paris, 2015, pp. 19-30.
40.	The Futures that Subjects Could Want, in Markus Schulz (éd.), The Futures We Want. Gobal Sociology and the Struggles for a better World, ISA, Berlin/Madrid/New York/Vienna 2016, pp. 199-201.
41.	Welche Zukunft – welche Zukünfte ?, in : Harald Pechlaner/Elisa Innerhofer (Eds.), Temporäre Konzepte. Coworking und Coliving als Perspektive für die Regionalentwicklung, Kohlhammer-Verlag, Stuttgart 2018, pp. 11-18.
42.	La notion de travail chez Karl Marx, in D.Mercure/J.Spurk (Éd.), Les théories du travail. Les classiques, Presses Universitaires de Laval/Éditions Hermann, Québec/Paris 2019, pp. 125-146 ; http://classiques.uqac.ca/contemporains/Spurk_Jan/Spurk_Jan.html.
43.	Vers de nouveaux horizons ?, in Costantino Cipolla (Éd.), La sociologia sovranazionale di Roberto Cipriani, La Feltrinelli, Rome, 2020, pp. 231-237.
44.	Subjectivité et sociologie critique : sur les traces de l’École de Francfort, in : Daniel Mercure/ Marie-Pierre Bourdages-Sylvain, Société et subjectivité, Presses Universitaires Laval, Québec, 2021, pp. 141-157.
45.	Göçmenlerin karşısında: önyargıların gücü ve muhtemel gelecekler (En face des migrants : de la force des préjugés et des avenirs possibles), in Mustafa Poyraz, Aidiyet, göçmen ve toplumsal çeşitlilik, Ütopya yayınları, Istanbul, 2020.
46.	¿Qué queda de la Bildung ? De la (in)actualidad de una pedagogía emancipadora, in Lilly Patriia Ducoing Watty (coor.), Debate teórico sobre la formación, Unversidad Nacional Autónomia de México, Mexico, 2022, pp.49-60.

### Média
1.	Radio : la marche de Jan Spurk, Radio AlterNantes FM, 12/1/2017, https://www.alternantesfm.net/magazine-redaction/marche-de-jan-spurk-12/
2.	Radio : « Bure » Le 22h-minuit, France Info, 29/1/2018
3.	Radio : Radio Balise, 29/7/2020, « Sociologie, participatif, collection privée et utopie, https://radiobalises.com/music/sociologie-participatif-collection-privee-et-utopie/
4.	Démocratie, Grands Débats de l'Université Paris Cité - The Conversation, 13/6/2022, https://www.youtube.com/watch?v=RTaMRUkLBmA
5.	Journée « Engagement », Lorient 26/11/2022
6.	Radio : Radio Télévision Suisse 1 (RTS 1), Tribu, , « Le désir d’autoprité », 3/10/2024, https://www.rts.ch/audio-podcast/2024/audio/le-desir-d-autorite-28649765.html